# Micheáš

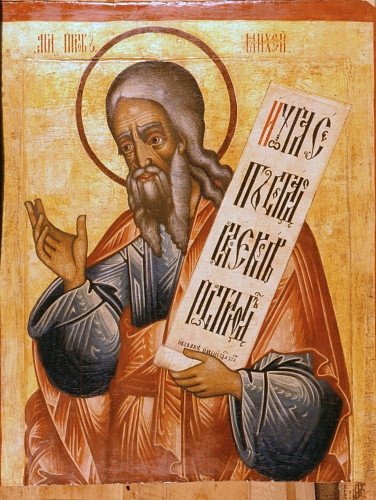
Micheáš na náboženské malbě

Micheáš je jedním ze dvanácti malých proroků. Je mu připisována biblická Kniha Micheáš, která je též hlavním zdrojem informací o jeho osobě a působení.
Micheáš působil za judských králů Jótama, Achaze a Chizkijáše. Jeho působení se překrývalo s působením proroka Izajáše. Jeho prorocký pohled do budoucnosti se naplnil – 586 je zničen Jeruzalém. V exilu bylo jeho proroctví chápáno jako splněné. Ukazuje však i k obnově Jeruzaléma.
Micheáš byl mladší současník Izajášův, Judejec. Káže v Judsku. O jeho osobních poměrech a napsání knihy se nedozvíme téměř nic. Narodil se jižně od Jeruzaléma v oblasti, odkud pocházel i prorok Ámos. Oba mají mnoho společného: energické zastávání práv chudých. Obsahem je Micheášovo kázání blízké Izajášově a Ámosově, a to kritikou sociálních nespravedlností.